# Dorothy Koomson
Dorothy Koomson (1971, Londres) é uma romancista inglesa contemporânea, descendente de ganenses . Ela foi descrita como "a autora negra de ficção adulta mais vendida na Grã-Bretanha". Os livros dela foram traduzidos em mais de 30 línguas e venderam mais de 2 milhões em todo o mundo.

## Biografia
Koomson tem dois diplomas em Psicologia e Jornalismo e se formou na Universidade de Leeds. Ela escreveu para várias revistas e jornais femininos, além de ter mais de uma dúzia de romances de sucesso publicados no Reino Unido e nos Estados Unidos. Koomson passou dois anos morando em Sydney e atualmente mora em Brighton, Inglaterra.
Durante os protestos do Black Lives Matter em 2020 pedindo justiça racial, Koomson criticou a indústria editorial do Reino Unido como sendo um “ambiente hostil para autores negros”, afirmando que aqueles na indústria distorceram autores negros e os rebaixaram, desmoralizaram e os descartaram na realidade, enquanto retrata uma imagem de apoio ao público. Suas experiências na indústria editorial também foram discutidas em um artigo respondendo ao relatório Rethinking ‘Diversity’ in Publishing (Repensando a 'Diversidade' na Publicação).

### SérieThe Ice Cream Girls
- The Ice Cream Girls (2010) em Portugal: Um erro inocente (Porto Editora, 2010)
- All My Lies Are True (2020) em Portugal: Vidas adiadas (Porto Editora, 2020)